# Ткачук Ігор Михайлович
Ткачук Ігор Михайлович (нар. 1 вересня 1975, Знаменськ, Калінінградська область, РРФСР — пом. 20 лютого 2014, Київ, Україна) — активіст Євромайдану. Загинув у Києві 20 лютого 2014 р. від кульового поранення в голову. Герой України.

## Життєпис
Мешкав у Великій-Кам'янці на Коломийщині (Івано-Франківська область).
Залишив дружину та троє дітей.

## На Майдані

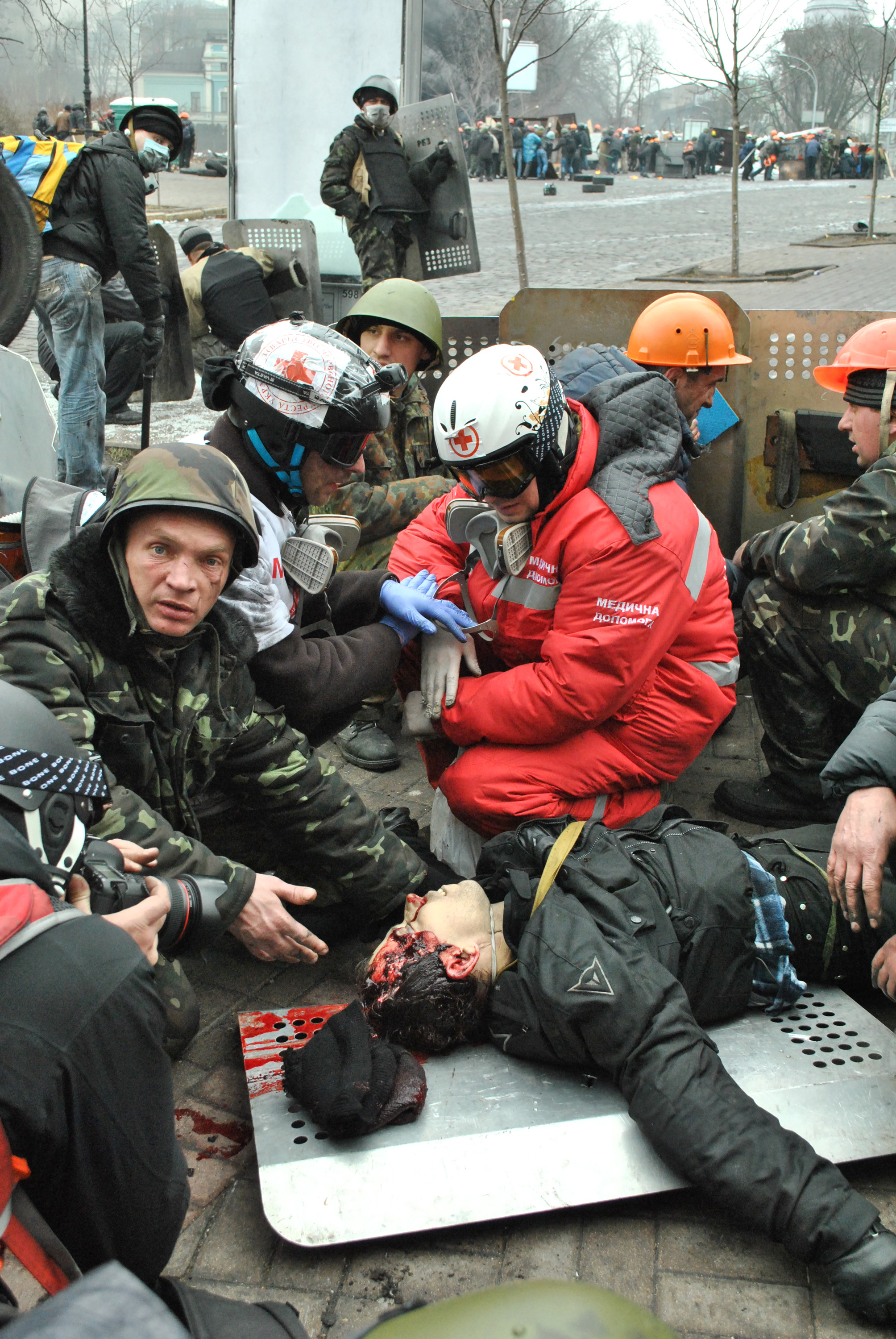
Тіло Ігоря Ткачука на вул. Інститутській

На Революції був двічі: приїжджав додому на день народження молодшого сина. За словами дружини, поїхав на Майдан, бо хотів кращого життя для дітей. Про трагедію сільській раді повідомив координатор Майдану.
Тіло ідентифіковане в готелі «Україна». Тіло знаходилось у готелі, на третьому поверсі.

## Вшанування пам'яті
Похований у Великій-Камянці на Коломийщині.
По смерті Ігоря Ткачука його односельці своїми силами збудували для сім'ї героя двоповерховий будинок.

### Поетичне присвячення
Автором і упорядником Поетичної енциклопедії "Герої Майдану" (1том) Оксаною Федишин присвячено вірш Герою Небесної сотні Ткачуку Ігорю Михайловичу

#### Розстріляв доброту i любов, годувальника й опікуна
З-під старечих натомлених вій виглядає любов у вікно…
Заслонила сльоза Божий світ: мати сина не бачить давно.
У свої досоткові роки поховала в землі цінний скарб –
Дорогого синочка, який склав життя на Вітчизни вівтар.
А на ліжку – любові сонет – благородне, мале янголя…
Мило татів цілує портрет… Вимовляє лиш «тя-тя» маля.
В домі скорбно: сім'я не уся. У сиріток трьох очі сумні:
На колінах сидять в татуся, часто граються з ним… лиш вві сні.
О, любове міцна, мов алмаз, і красива, мов ніжний нарцис,
Мов букет польовий, що не раз він коханій дружині приніс,
Зненавидів, голубко, добро супостат кровожерний дракон:
Щоб у рабстві тримати народ, поміняв він країни Закон
Й диктував хижу волю властей для пригнічення щастя, добра,
Віри в краще майбутнє дітей, в те, що рухне система стара,
Що розквітне Вкраїна… На жаль… тут кийками свободу січуть.
Снайпер вистрелив – в крові лежав на Грушевського Ігор Ткачук.
Охмелів бузувір – ллється кров. Причаївшись в готелі, з вікна
Розстріляв Доброту і Любов, Годувальника й Опікуна…
Голуб миру підбитий лежав. Світлий погляд його – в неба синь,
Наче душу свою проводжав України невільної син.
Не збагнути ніколи властям злобних демонських чорних мастей:
Розстріляти не вдасться катам молитов матерів і дітей.
І Господньої Правди рука їх дістане будь-де на землі,
Посоромить убивцю-божка, що тепер воссідає в Кремлі.
2014/12/23/ Оксана Федишин

### Нагороди
- Звання Герой України з удостоєнням ордена «Золота Зірка» (21 листопада 2014, посмертно) — за громадянську мужність, патріотизм, героїчне відстоювання конституційних засад демократії, прав і свобод людини, самовіддане служіння Українському народу, виявлені під час Революції гідності[3]
- Медаль «За жертовність і любов до України» (УПЦ КП, червень 2015) (посмертно)[4]